# Jerzy Smurzyński

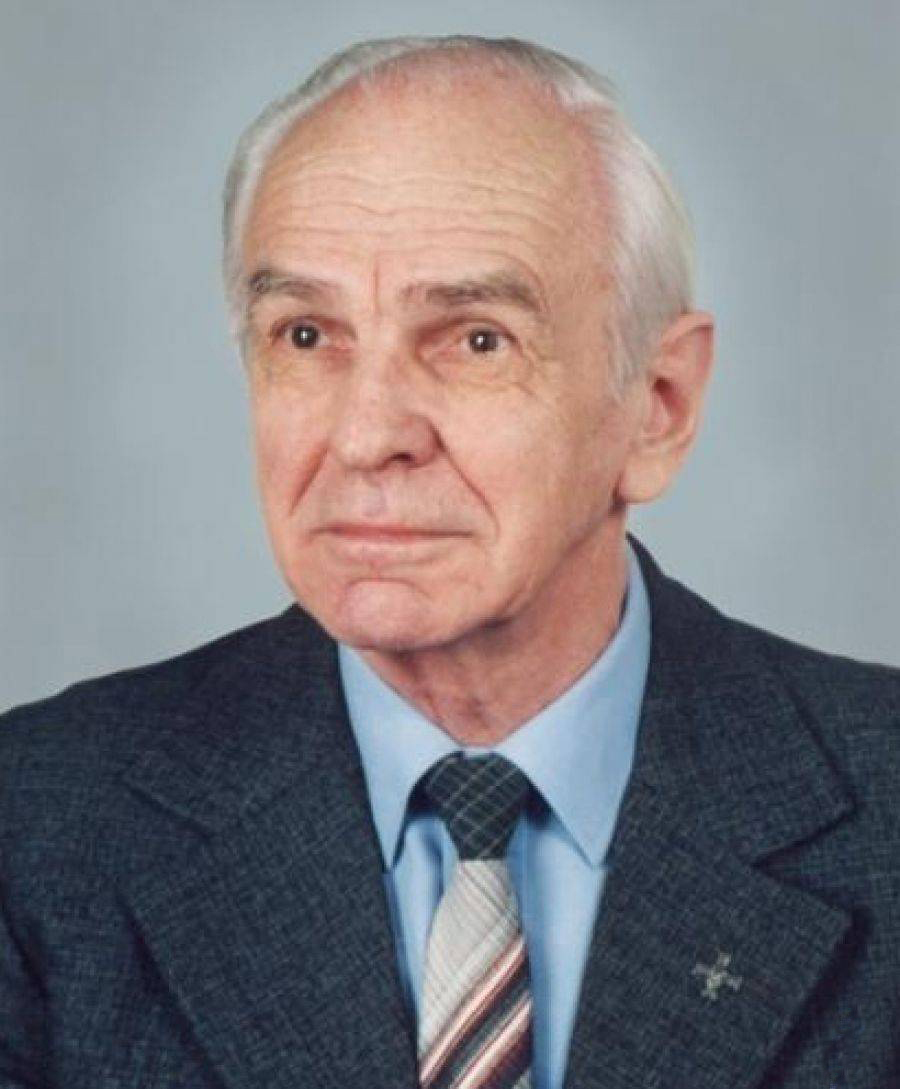
Jerzy Smurzyński, 2013

Jerzy Smurzyński (* 3. Mai 1928 in Łomża) ist ein polnischer Rundfunkjournalist, Forscher über NS-Kriegsverbrechen und Ehrenbürger der Stadt Łomża.
Während der deutschen Besetzung Polens wohnte er bei seinen Eltern und besuchte den heimlichen Mittelschulunterricht in der Wohnung einer Lehrerin. Sein Vater besaß vor dem Kriege ein Lebensmittelgeschäft, seine Mutter war Bankangestellte.
Am 15. Juli 1943 verließ er am frühen Morgen das Elternhaus und begab sich zum Unterricht. Dies rette ihm das Leben, da seine Eltern am gleichen Tage von der Gestapo festgenommen und umgehend im Walde nahe dem Dorf Jeziorko zusammen mit fünfzig anderen Vertretern der Łomżaer Intelligenz hingerichtet wurden. Diese Aktion wurde von einer vom Gauleiter Erich Koch berufenen Einsatzgruppe unter dem Kommando des Offiziers Müller durchgeführt. Im Herbst 1944 grub das Sonderkommando 1005 die Leichen der Ermordeten aus und verbrannte sie auf Scheiterhaufen, um die Spuren des Verbrechens zu tilgen.
Jerzy Smurzyński überlebte den Krieg in Verstecken in den Dörfern in der Umgebung von Łomża. Er schloss sich der Polnischen Heimatarmee an.
Nach dem Krieg bestand er die Reifeprüfung in Inowrocław. Aus politischen Gründen (als ehemaliger Heimatarmeekämpfer) wurde er zum Studium an der Handelshochschule in Warschau nicht zugelassen. Er zog zur Familie nach Ostrołęka und wurde dort Physik- und Chemielehrer am Gymnasium.
Am 8. Oktober 1949 begann er ein Chemiestudium an der Universität Warschau, musste aber nach zwei Jahren das Studium abbrechen und unterrichtete Chemie am Warschauer Reytan-Lyzeum.
1952 legte er als Externer die pädagogische Prüfung an der Hochschule für Pädagogik in Łódź ab und erhielt eine volle Lehrberechtigung. Aus gesundheitlichen Gründen musste er aber auf die pädagogische Laufbahn verzichten und beschäftigte sich seitdem mit dem Verfassen von Handbüchern.
1962 begann er seine Beschäftigung als Journalist im Staatlichen Rundfunk und Fernsehen. Nach der Einführung des Kriegsrechts in Polen am 13. Dezember 1981 wurde er als aktives Mitglied des Verbandes Polnischer Journalisten fristlos entlassen und vorzeitig in den Ruhestand versetzt.
Als einziger Überlebender des Jeziorko-Massakers 1943 befasste er sich seitdem mit der Dokumentation der Massenhinrichtung am 15. Juli 1943. In Zusammenarbeit mit der Hauptkommission zur Erforschung der Nazikriegsverbrechen erlangte er die Ernennung des Waldfriedhofs Jeziorko zum Ort des Nationalen Gedenkens.
Er verfasste zwei Bücher über das Massaker und seine Opfer. Er wurde mit der Würde des Ehrenbürgers der Stadt Łomża ausgezeichnet. Er wurde auch mit dem Verdienstkreuz der Republik Polen in Silber und Gold ausgezeichnet.
Siehe auch: Waldfriedhof Jeziorko

## Werke
- Jerzy Smurzyński: "Czarne Lata na Łomżyńskiej Ziemi" (Schwarze Jahre des Łomżaer Landes), Towarzystwo Przyjaciół Ziemi Łomżyńskiej, Warszawa-Łomża 1997, ISBN 83-902985-2-X
- Jerzy Smurzyński: "Jeziorko – historia leśnej polany" (Jeziorko – die Geschichte einer Waldlichtung), Starostwo Powiatowe w Łomży, Łomża-Warszawa 2007, ISBN 978-83-925482-0-1